# エリーナ・ガランチャ
エリーナ・ガランチャ（Elīna Garanča、1976年9月16日 - ）は、ラトビア出身のメゾソプラノ歌手。

## 来歴
エリーナ・ガランチャはラトビアのリガに、父ヤーニャ（Jāņa）は合唱指揮者、母アニタ（Anita）は声楽家、ラトビア音楽アカデミー教授、ラトビア文化アカデミー準教授、ラトビア国立歌劇場声楽教師、声楽個人教師 という音楽一家に生まれた。エリーナの三歳年上の兄ヤーニス Jānis（Jaanis）・ガランチャも音楽教育を始めたが、現在はインタラクティブ・コンピュータ・ビジュアル・メディア・アーティスト、コンサルタントである。ピアノ、音楽理論、ソルフェージュの教育を5歳から始める。「音楽とステージが私を捉えた。私は他に何かを想像することはできませんでした」。彼女の将来は定められているかのようだった。
1996年ラトビア音楽アカデミーに入学し、セルゲイ・マルティノフ（Sergej Martinov）に声楽を学ぶ。その後ウィーンでイリナ・ガブリロヴィッチ（Irina Gavrilović）、アメリカ合衆国でヴィルジニア・ゼアーニ（Virginia Zeani）に学んだ。1999年、ヘルシンキのミリアム・ヘリン国際声楽コンクールで優勝。プロとしてのキャリアをマイニンゲンのマイニンゲン州立劇場で始め、その後フランクフルト歌劇場に移った。2003年マスカーニ『カヴァレリア・ルスティカーナ』のローラ役でウィーン国立歌劇場の初舞台を踏んだ。
2003年ザルツブルク音楽祭でニコラウス・アーノンクール指揮によるモーツァルト『皇帝ティートの慈悲』のプロダクションでアンニオを歌い、ガランチャの国際的な活躍が始まった。ウィーン国立歌劇場での『ウェルテル』シャルロット、『コジ・ファン・トゥッテ』ドラベッラ、2005年のパトリス・シェロー演出によるパリのプロダクションでの同役など大役がすぐに続き、ドイツ・グラモフォンとのレコーディング契約も結んだ。2006年には『皇帝ティートの慈悲』に戻り、このときはセスト役を歌っている。2007年、コヴェント・ガーデンにドラベッラ役でデビュー。アンナ・ネトレプコ、ラモン·ヴァルガス、リュドヴィク・テジエ、マルコ・アルミリアート指揮の南西ドイツ放送交響楽団と共にバーデン＝バーデン祝祭劇場のサマー・ガラコンサートに出演した。この模様はドイツのテレビ局が中継し200万人が視聴した。
2008年1月12日、ガランチャはニューヨークのメトロポリタン歌劇場にロッシーニ『セビリアの理髪師』のロジーナ役でデビューを飾った。バーナード・ホランド（Bernard Holland）が『ニューヨーク・タイムス』に記している： 
「ガランチャ女史は本物である(...)現代の歌唱技術をロッシーニの19世紀初期における速さ、軽さ、アスレチックなアーティキュレーションを重要視する困難に適応させ、ステージ上で隈なく快適に聴けたのはガランチャ女史ひとりだった。リリックなパッセージが歌い出され、せわしないエピソードは完全に手の内にあった。」 
 ガランチャはメトロポリタン歌劇場の2010年プロダクション『カルメン』の主役を歌った。2011年ラインガウ音楽祭のオープニングコンサートで、パーヴォ・ヤルヴィ指揮のhr交響楽団とアルバン・ベルク『7つの初期の歌曲』をエーバーバッハ修道院で演奏した。

## 家族
2006年指揮者のカレル・マーク・チチョンと結婚し、2011年9月30日最初の娘キャサリン・ルイーズ（Catherine Louise）が、2014年1月10日に二女クリスティーナ・ソフィーが生まれている。

## 受賞歴
- 1999 - ミリアム・ヘリン国際声楽コンクール1位
- 2000 - ラトビア音楽大賞（ラトビア語版）
- 2006 - ヨーロッパ文化賞（ドイツ語版） 音楽部門
- 2007 - 三つ星勲章（ラトビア語版）
- 2007 / 2009 - ECHOクラシック（ドイツ語版） 最優秀女性歌手
- 2010 - ミュージカルアメリカ（英語版）賞 最優秀歌手
- 2011 - MIDEM（国際音楽産業見本市）カンヌクラシック賞（英語版） 最優秀アーティスト、ラトビア音楽大賞

## 主な役柄
- 1999 / 2000 - オクタヴィアン： R・シュトラウス『ばらの騎士』、3人の侍女： モーツァルト『魔笛』、オルロフスキー公爵： J・シュトラウス2世『こうもり』 - マイニンゲン州立劇場（マイニンゲン）
- 2001 - マッダレーナ： ヴェルディ『リゴレット』 - サヴォンリンナ・オペラ・フェスティバル
- 2002 - ヘンゼル： フンパーディンク『ヘンゼルとグレーテル』 - フランクフルト歌劇場（フランクフルト）
- 2002 - ドラベッラ： モーツァルト『コジ・ファン・トゥッテ』 - フランクフルト歌劇場
- 2003 - ローラ： マスカーニ『カヴァレリア・ルスティカーナ』、オルロフスキー公爵： J・シュトラウス2世『こうもり』、メグ・ペイジ： ヴェルディ『ファルスタッフ』、ロジーナ： ロッシーニ『セビリアの理髪師』 - ウィーン国立歌劇場（ウィーン）
- 2003 - アンニオ： モーツァルト『皇帝ティートの慈悲』- ザルツブルク音楽祭
- 2004 - ドラベッラ： モーツァルト『コジ・ファン・トゥッテ』 - ウィーン国立歌劇場、ザルツブルク音楽祭
- 2005 - ドラベッラ： モーツァルト『コジ・ファン・トゥッテ』 - エクサン・プロヴァンス音楽祭、オペラ座（パリ）
- 2005 - シャルロット： マスネ『ウェルテル』 - ウィーン国立歌劇場
- 2005 - アンジェリーナ： ロッシーニ『チェネレントラ』 - シャトレ座（パリ）
- 2006 - オクタヴィアン： R・シュトラウス『ばらの騎士』 - ウィーン国立歌劇場
- 2006 - ケルビーノ： モーツァルト『フィガロの結婚』 - ウィーン国立歌劇場
- 2006 - セスト： モーツァルト『皇帝ティートの慈悲』 - アン・デア・ウィーン劇場（ウィーン）
- 2007 - アダルジーザ： ベッリーニ『ノルマ』 - ウィーン国立歌劇場
- 2007 - セスト： モーツァルト『皇帝ティートの慈悲』 - ベルリン国立歌劇場（ベルリン）
- 2007 - ドラベッラ： モーツァルト『コジ・ファン・トゥッテ』 - ロイヤル・オペラ・ハウス（ロンドン）
- 2007 - カルメン： ビゼー『カルメン』 - ラトビア国立歌劇場（リガ）
- 2008 - ロジーナ： ロッシーニ『セビリアの理髪師』 - メトロポリタン歌劇場（ニューヨーク）
- 2008 - オクタヴィアン： R・シュトラウス『ばらの騎士』 - ベルリン・ドイツ・オペラ（ベルリン）
- 2008 - アダルジーザ： ベッリーニ『ノルマ』、シャルロット： マスネ『ウェルテル』 - バイエルン国立歌劇場（ミュンヘン）
- 2008 - マルグリート： ベルリオーズ『ファウストの劫罰』 - グラン・テアトル（ジュネーヴ）
- 2009 - ロメオ： ベッリーニ『カプレーティとモンテッキ』 - ロイヤル・オペラ・ハウス
- 2009 - カルメン： ビゼー『カルメン』 - ロイヤル・オペラ・ハウス、メトロポリタン歌劇場
- 2010 - カルメン： ビゼー『カルメン』 - バイエルン国立歌劇場、ベルリン・ドイツ・オペラ
- 2011 - ジョヴァンナ・シーモア： ドニゼッティ『アンナ・ボレーナ』 - ウィーン国立歌劇場
- 2012 - セスト： モーツァルト『皇帝ティートの慈悲』 - メトロポリタン歌劇場
- 2013 - シャルロット： マスネ『ウェルテル』 - ウィーン国立歌劇場
- 2013 - カルメン： ビゼー『カルメン』 - ウィーン国立歌劇場

## ディスコグラフィ

### CD
- 2005 - Vivaldi Bajazet (Andronico) - 2 CD's; Ildebrando D'Arcangelo (Bajazet), Patrizia Ciofi (Idaspe), Marijana Mijanovic (Asteria), Fabio Biondi (cond.) Europa Galante / Virgin - グラミー賞ノミネート
- 2005 - Bellini Norma (Adalgisa) - 2 CD's; Edita Gruberova (Norma), Aquiles Machado (Pollione), Alastair Miles (Oroveso), Friedrich Haider (cond.) Staatsphilharmonie Rheinland-Pfalz / Nightingale
- 2006 - Rossini Il Barbiere di Siviglia (Rosina) - 2 CDs; Lawrence Brownlee (Conte Almaviva), Miguel Gómez-Martínez (cond.), Münchner Rundfunkorchester / Sony
- 2009 - Bellini I Capuleti e i Montecchi (Romeo) - 2 CDs; Anna Netrebko (Giulietta), Joseph Calleja (Tebaldo), Fabio Luisi (cond.) Wiener Symphoniker / Deutsche Grammophon - ベルリーニ：歌劇《カプレーティとモンテッキ》（ユニバーサルミュージック）

（オムニバス）
- 2000 - Ieskaties acīs -  Marija Naumova, Niks Matvējevs / Baltic Records Group
- 2001 - Arie Favorite -  Aleksandrs Viļumanis (cond.), Latvian National Symphony Orchestra / Ondine
- 2003 - Anna Netrebko: Opera Arias - Gianandrea Noseda (cond.), Wiener Philharmoniker / Deutsche Grammophon - アンナ・ネトレプコ／『宝石の歌 ～ヤング・オペラ・ヒロイン』（ユニバーサルミュージック）
- 2005 - Mozart: Opera & Concert Arias - Louis Langrée (cond.), Camerata Salzburg / Virgin
- 2006 - Aria Cantilena - Fabio Luisi (cond.), Staatskapelle Dresden / Deutsche Grammophon - 『アリア・カンティレーナ』（ユニバーサルミュージック）
- 2006 - The Mozart Album - Anna Netrebko, Thomas Quasthoff, Bryn Terfel, René Pape, Erika Miklósa / Deutsche Grammophon
- 2007 - The Opera Gala  - Live from Baden Baden - Baden Baden Gala 2007, Anna Netrebko, Ramón Vargas, Ludovic Tezier, Marco Armiliato (cond.) SWR Sinfonieorchester Baden-Baden und Freiburg / Deutsche Grammophon
- 2008 - Anna Netrebko: Souvenirs - Emmanuel Villaume (cond.), Prague Philharmonia / Deutsche Grammophon - アンナ・ネトレプコ／『口づけ ～ＳＯＵＶＥＮＩＲＳ』（ユニバーサルミュージック）
- 2009 - Bel Canto - Roberto Abbado (cond.), Filarmonica del Teatro Comunale di Bologna / Deutsche Grammophon - 『ベル・カント』（ユニバーサルミュージック）
- 2010 - Habanera - Karel Mark Chichon (cond.), Orchestra Sinfonica Nazionale della RAI / Deutsche Grammophon
- 2012 - Romantique - Yves Abel (cond.), Filarmonica del Teatro Comunale di Bologna / Deutsche Grammophon

### DVD
- 2005 - Massenet Werther (Charlotte) - Wiener Staatsoper 2005, Marcelo Álvarez (Werther), Adrian Eröd (Albert), Ileana Tonca (Sophie), Philippe Jordan (cond.) / TDK - マスネ：歌劇《ヴェルテル》（TDKコア）
- 2006 - Mozart La clemenza di Tito (Annio) - Salzburger Festspiele 2003, Dorothea Röschmann (Vitellia), Michael Schade (Tito), Barbara Bonney (Servilia), Vesselina Kasarova (Sesto), Nikolaus Harnoncourt (cond.), Wiener Philharmoniker / TDK - モーツァルト：歌劇《皇帝ティートの慈悲》（TDKコア）
- 2006 - Mozart Così fan tutte (Dorabella) - Festival Aix-en-Provence 2005, Erin Wall (Fiordiligi), Ruggero Raimondi (Don Alfonso), Daniel Harding (cond.) / Virgin
- 2010 - Rossini La Cenerentola (Angelina) - Metropolitan Opera 2009, Lawrence Brownlee (Don Ramiro), Maurizio Benini (cond.) / Deutsche Grammophon
- 2010 - Bizet Carmen (Carmen) - Metropolitan Opera 2009, Roberto Alagna (Don José), Barbara Frittoli (Micaëla), Yannick Nézet-Séguin (cond.) / Deutsche Grammophon - ビゼー：歌劇《カルメン》（ユニバーサルミュージック）
- 2011 - Beethoven: Missa Solemnis - Krassimira Stoyanova (soprano), Michael Schade (tenor), Franz-Josef Selig (bass), Christian Thielemann (cond.), Staatskapelle Dresden / C Major
- 2011 - Donizetti Anna Bolena (Giovanna Seymour) - Wiener Staatsoper 2011, Anna Netrebko, Ildebrando D'Arcangelo (Enrico VIII), Evelino Pido (cond.) / Deutsche Grammophon

（オムニバス）
- 2002 - Operdziedataja uz skritulslidam (Primadonna on Roller Skates) - Documentary feature / Rigas kinostudija
- 2007 - The Opera Gala - Live from Baden Baden - Baden Baden Gala 2007, Anna Netrebko, Ramón Vargas, Ludovic Tezier, Marco Armiliato (cond.), SWR Sinfonieorchester Baden-Baden und Freiburg / Deutsche Grammophon
- 2011 - Salzburg Opening Concert 2010 ; Bruckner Te Deum - Dorothea Röschmann (soprano), Klaus Florian Vogt (tener), René Pape (bass), Daniel Barenboim (cond.), Wiener Philharmoniker / C Major
- 2011 - New Year's Eve Concert Gala 2010 - Gustavo Dudamel (cond.), Berliner Philharmoniker / Deutsche Grammophon